# 間蠍魚屬

間蠍魚屬（學名：Medialuna）為日鱸目蠍魚科的一屬，傳統上歸類於鱸形目鿳科。

## 分類
本屬傳統被歸類為舵魚科之一屬，但原有的舵魚科存有併係群問题，於是分類學者拆分出蠍魚科，本屬是其四個屬之一。
本屬包含2個種：
- 安氏間蠍魚 Medialuna ancietae Chirichigno F., 1987
- 加州間蠍魚 Medialuna californiensis (Steindachner, 1876)

## 外部連結
- 维基共享资源上的相關多媒體資源：間蠍魚屬